# Cicănești
Cicăneşti é uma comuna romena localizada no distrito de Argeş, na região de Muntênia. A comuna possui uma área de 29.00 km² e sua população era de 2199 habitantes segundo o censo de 2007.